# Сканер (оргтехника)
Ска́нер, сканирующее устройство (англ. scanner) — оргтехническое устройство, преобразующее находящееся на бумаге изображение в цифровую форму путем последовательного просмотра (сканирования) всех точек изображения и оценки их яркостных и цветовых характеристик. Также сканером (например, сканер штрихкода) называется оргтехническое устройство не только переводящее изображения в цифровую форму, но и обрабатывающее его в самом устройстве.
Слово сканер (также в форме сканнер) для обозначения таких устройств вошло в русский язык в 90-е годы. Ранее для аналогичного оборудования в русском языке использовались термины читающее устройство, читающий автомат (англ. document reader).

## История
В 1855 году флорентийский аббат Джованни Казелли (итал. Giovanni Caselli) изобрел прибор для передачи изображения на расстояние, названный впоследствии пантелеграф. Передаваемая картинка наносилась на барабан токопроводящими чернилами и считывалась с помощью иглы.
В 1902 году немецким физиком Артуром Корном (нем. Arthur Korn) запатентована технология фотоэлектрического сканирования, получившая впоследствии название телефакс. Передаваемое изображение закреплялось на прозрачном вращающемся барабане, луч света от лампы, перемещающейся вдоль оси барабана, проходил сквозь оригинал и, через расположенные на оси барабана призму и объектив, попадал на селеновый фотоприёмник. Эта технология до сих пор применяется в барабанных сканерах.
В дальнейшем, с развитием полупроводников, усовершенствовался фотоприёмник, изобретён планшетный способ сканирования, но сам принцип оцифровки изображения остаётся почти неизменным.
В СССР с 1970 года на почтовых конвертах развмещалась сетка, на которую наносились цифры почтового индекса, считываемые автоматом.

## Сканирование
Бывают ручные, рулонные (англ. Sheet-Feed), планшетные и проекционные сканеры. Для сканирования книг используются т. н. книжные сканеры, сами переворачивающие страницы.
Принцип работы однопроходного планшетного сканера состоит в том, что вдоль сканируемого изображения, расположенного на прозрачном неподвижном стекле, движется сканирующая каретка с источником света. Отражённый свет через оптическую систему сканера (состоящую из объектива и зеркал или призмы) попадает на 3 расположенных параллельно друг другу фоточувствительных полупроводниковых элемента на основе ПЗС, каждый из которых принимает информацию о компонентах изображения. Во время сканирования при помощи АЦП создаётся цифровое описание изображения внешнего для ЭВМ образа объекта, которое затем передаётся посредством системы ввода-вывода в ЭВМ.

## Обработка
Сканеры применяют для ввода в компьютер рисунков, которые сразу же можно обрабатывать в графическом редакторе. Сканеры лучше вводят плоское изображение в компьютер, чем цифровые камеры.
Файл типа «картинка» (скан), полученный при сканировании страницы с текстом, может быть распознан (так это называется) программой-распознавателем текста, благодаря чему текст с бумаги будет получен в виде текстового файла.